# リプレイ/Dolly
「リプレイ/Dolly」（リプレイ/ドリー）は、日本のバンド、Plastic Treeの26枚目のシングル。2008年8月13日にユニバーサルミュージックから発売された。

## 概要
- 通常盤、初回限定盤の2種リリース。
- PVは「リプレイ」のみ作られており、監督はMackyが手掛けている。

## 収録曲

### 通常盤
1. リプレイ [5:03]
作詞・作曲：有村竜太朗、編曲：Plastic Tree
  - 日本テレビ系『音燃え!』オープニングテーマ
2. Dolly [5:38]
作詞・作曲：ナカヤマアキラ、編曲：Plastic Tree
3. 回想、声はなく。 [4:42]
作曲・編曲：Plastic Tree
  - インスト曲。

### 初回限定盤
1. リプレイ
2. Dolly
3. リプレイ〜Instrumental〜
4. Dolly〜Instrumental〜

#### DVD
1. リプレイ （Music Clip）
2. リプレイ （Making）

## 収録アルバム
オリジナル
- 『ウツセミ』（#1）

ベスト
- 『ゲシュタルト崩壊』（#1）
- 『ALL TIME THE BEST』（#1）